# Rosochowaciec (hromada Podwołoczyska)
Rosochowaciec – wieś na Ukrainie w rejonie tarnopolskim należącym do obwodu tarnopolskiego.
Znajduje się tu przystanek kolejowy Rosochowaciec, położony na linii Odessa – Lwów.
W II Rzeczypospolitej wieś w powiecie skałackim województwa tarnopolskiego. W 1939 r. wieś liczyła 760 mieszkańców, z których 54% stanowili Polacy. W latach 1943–1944 nacjonaliści ukraińscy z OUN-UPA zamordowali tutaj 13 Polaków.
Do 2020 w rejonie podwołoczyskim.